# Dornier Do 27

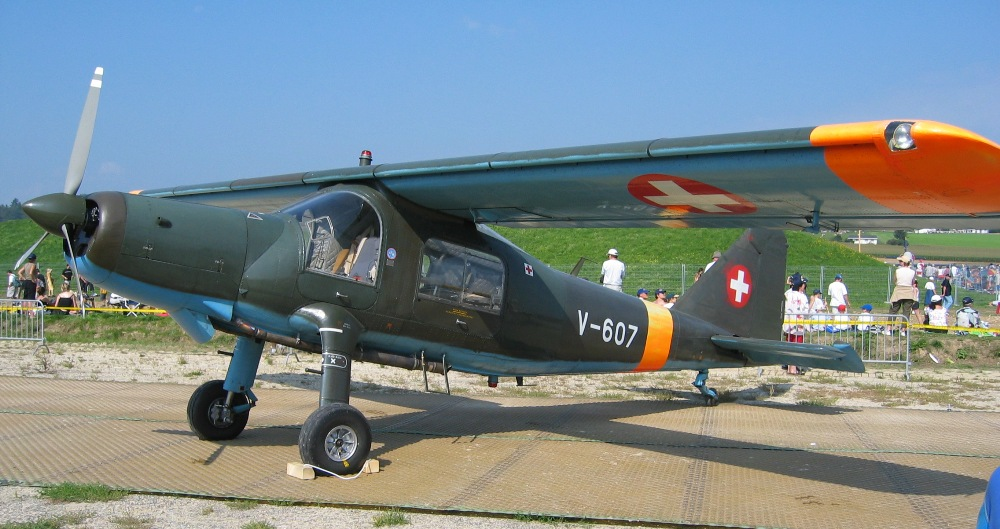
Dornier Do 27

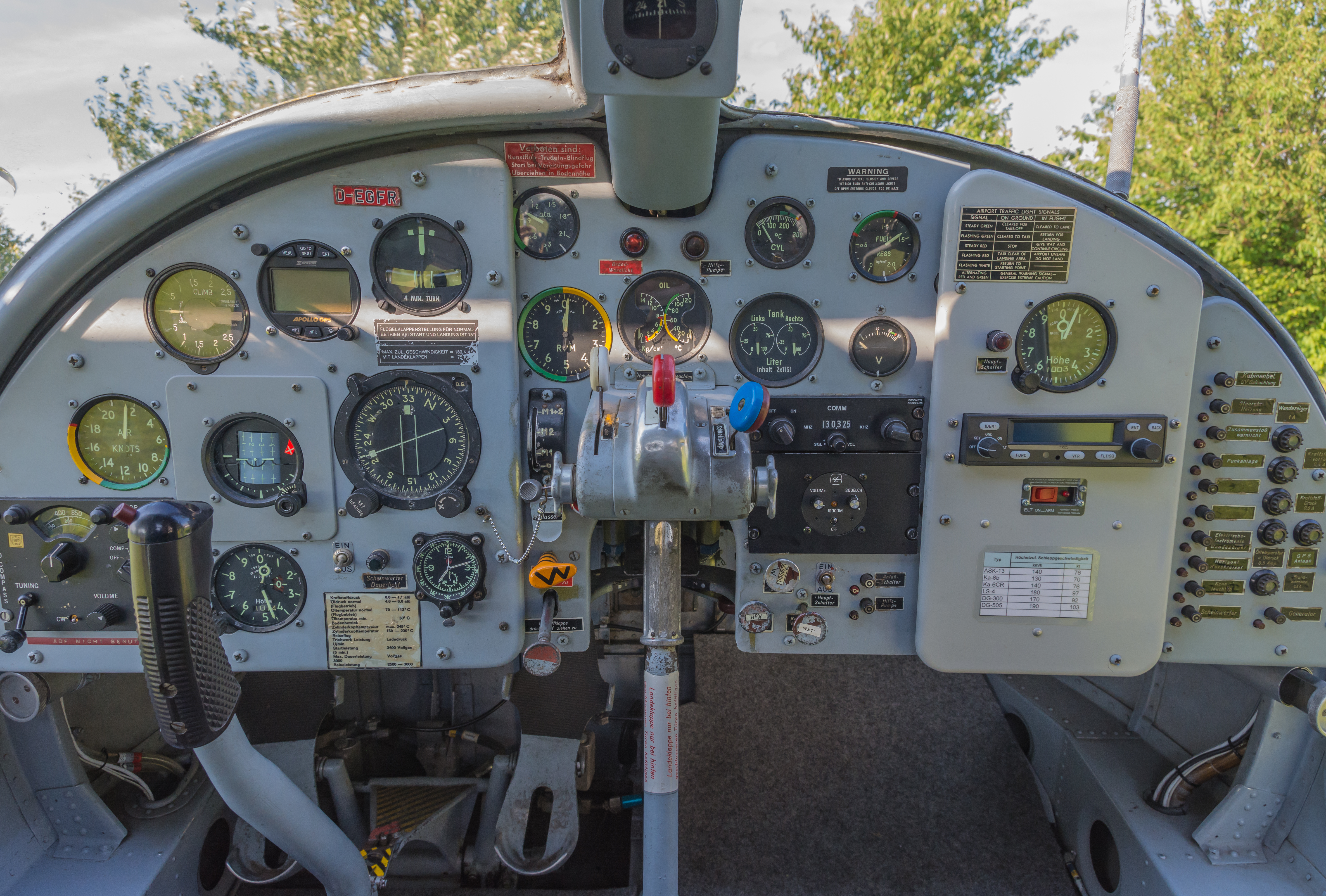
Cockpit Do 27

De Dornier Do 27 is een eenmotorig propellervliegtuig dat gefabriceerd werd door de Duitse vliegtuigbouwer Dornier, wat later Fairchild-Dornier werd.
Het toestel is een vrijdragende hoogdekker, met STOL-eigenschappen, dat plaats biedt voor 2 tot 6 inzittenden. Het is geconstrueerd voor gebruik op korte, onverharde vliegvelden. De Do 27 werd door diverse luchtstrijdkrachten, hoofdzakelijk in Duitsland, voor meerdere taken gebruikt. Bijvoorbeeld als lesvliegtuig, verbindingsvliegtuig, voor verkenningstaken en luchtfotografie, voor ziekentransport en als licht vrachtvliegtuig. Later werd de Dornier voor verschillende civiele, en in enkele landen ook voor militaire doelen ingezet.
De Do 27 was het eerste militaire vliegtuig dat in serie vervaardigd werd in West-Duitsland sinds de Tweede Wereldoorlog. Het werd ontwikkeld uit de Do 25, een toestel ontworpen voor de Spaanse luchtmacht. De Duitse Luftwaffe en het Duitse leger bestelden 428 toestellen van deze Do 27A's en Do 27B's met dubbele besturing. Van deze toestellen werden er 50 in licentie gebouwd in Spanje als de CASA C127. Het eerste in Duitsland geproduceerde toestel vloog op 17 oktober 1956. 
Latere versies waren onder meer: de Do 27Q-5 met een breder landingsgestel; de Do 27S-1 uitgerust met drijvers; en de Do 27H-2 met een grotere motor, en een driebladige-, in plaats van een tweebladige propeller. Toen in 1965 de productie werd beëindigd, waren er totaal 626 vliegtuigen gebouwd. Na de buitendienststelling door het Duitse leger in de jaren 70 en 80, werd een groot aantal toestellen ter beschikking gesteld aan private gebruikers, zoals vliegclubs.

## Trivia
- Michael Grzimek, zoon van de Duitse bioloog en documentairemaker Bernhard Grzimek, verongelukte op 10 januari 1959 dodelijk met een Do 27. Dit gebeurde nadat hij tijdens een vlucht boven Tanzania een grote vogel had geraakt. Het toestel (D- ENTE), voorzien van een opvallende zebraprint, werd hierdoor aan de rechtervleugel dusdanig beschadigd dat het neerstortte.
- Voor de laatste twee versies van het computerspel Microsoft Flight Simulator (FS2004 en FSX) was de virtuele Do 27 als add-on verkrijgbaar.